# Premi Oscar 1995
La 67ª edizione della cerimonia di premiazione dei Premi Oscar si è tenuta il 27 marzo 1995 allo Shrine Auditorium di Los Angeles. Il conduttore della serata è stato David Letterman.

## Vincitori e candidati
Vengono di seguito indicati in grassetto i vincitori. Dove ricorrente e disponibile, viene indicato il titolo in lingua italiana e quello in lingua originale tra parentesi.

### Miglior film
- Forrest Gump, regia di Robert Zemeckis
- Pulp Fiction, regia di Quentin Tarantino
- Quattro matrimoni e un funerale (Four Weddings and a Funeral), regia di Mike Newell
- Le ali della libertà (The Shawshank Redemption), regia di Frank Darabont
- Quiz Show, regia di Robert Redford

### Miglior regia
- Robert Zemeckis - Forrest Gump
- Quentin Tarantino - Pulp Fiction
- Woody Allen - Pallottole su Broadway (Bullets Over Broadway)
- Robert Redford - Quiz Show
- Krzysztof Kieślowski - Tre colori - Film rosso (Trois couleurs: Rouge)

### Miglior attore protagonista
- Tom Hanks - Forrest Gump
- Morgan Freeman - Le ali della libertà (The Shawshank Redemption)
- Nigel Hawthorne - La pazzia di Re Giorgio (The Madness of King George)
- Paul Newman - La vita a modo mio (Nobody's Fool)
- John Travolta - Pulp Fiction

### Migliore attrice protagonista
- Jessica Lange - Blue Sky
- Jodie Foster - Nell
- Miranda Richardson - Tom & Viv - Nel bene, nel male, per sempre (Tom & Viv)
- Winona Ryder - Piccole donne (Little Women)
- Susan Sarandon - Il cliente (The Client)

### Miglior attore non protagonista
- Martin Landau - Ed Wood
- Samuel L. Jackson - Pulp Fiction
- Chazz Palminteri - Pallottole su Broadway (Bullets Over Broadway)
- Paul Scofield - Quiz Show
- Gary Sinise - Forrest Gump

### Migliore attrice non protagonista
- Dianne Wiest - Pallottole su Broadway (Bullets Over Broadway)
- Rosemary Harris - Tom & Viv - Nel bene, nel male, per sempre (Tom & Viv)
- Helen Mirren - La pazzia di Re Giorgio (The Madness of King George)
- Uma Thurman - Pulp Fiction
- Jennifer Tilly - Pallottole su Broadway (Bullets Over Broadway)

### Miglior sceneggiatura non originale
- Eric Roth - Forrest Gump
- Alan Bennett - La pazzia di Re Giorgio (The Madness of King George)
- Robert Benton - La vita a modo mio (Nobody's Fool)
- Paul Attanasio - Quiz Show
- Frank Darabont - Le ali della libertà (The Shawshank Redemption)

### Miglior sceneggiatura originale
- Quentin Tarantino e Roger Avary - Pulp Fiction
- Woody Allen e Douglas McGrath - Pallottole su Broadway (Bullets Over Broadway)
- Richard Curtis - Quattro matrimoni e un funerale (Four Weddings and a Funeral)
- Fran Walsh e Peter Jackson - Creature del cielo (Heavenly Creatures)
- Krzysztof Kieślowski e Krzysztof Piesiewicz - Tre colori - Film rosso (Trois couleurs: Rouge)

### Miglior film straniero
- Sole ingannatore (Utomlyonnye solntsem), regia di Nikita Mikhalkov (Russia)
- Prima della pioggia (Before the Rain), regia di Milčo Mančevski (Macedonia)
- Farinelli - Voce regina (Farinelli), regia di Gérard Corbiau (Belgio)
- Fragola e cioccolato (Fresa y chocolate), regia di Tomás Gutiérrez Alea e Juan Carlos Tabío (Cuba)
- Mangiare bere uomo donna (Yin shi nan nu), regia di Ang Lee (Taiwan)

### Miglior fotografia
- John Toll - Vento di passioni (Legends of the Fall)
- Don Burgess - Forrest Gump
- Roger Deakins - Le ali della libertà (The Shawshank Redemption)
- Piotr Sobociński - Tre colori - Film rosso (Trois couleurs: Rouge)
- Owen Roizman - Wyatt Earp

### Miglior scenografia
- Ken Adam e Carolyn Scott - La pazzia di Re Giorgio (The Madness of King George)
- Santo Loquasto e Susan Bode - Pallottole su Broadway (Bullets Over Broadway)
- Rick Carter e Nancy Haigh - Forrest Gump
- Dante Ferretti e Francesca Lo Schiavo - Intervista con il vampiro (Interview with the Vampire)
- Lilly Kilvert e Dorree Cooper - Vento di passioni (Legends of the Fall)

### Migliori costumi
- Lizzy Gardiner e Tim Chappel - Priscilla - La regina del deserto (The Adventures of Priscilla, Queen of the Desert)
- Jeffrey Kurland - Pallottole su Broadway (Bullets Over Broadway)
- Colleen Atwood - Piccole donne (Little Women)
- April Ferry - Maverick
- Moidele Bickel - La Regina Margot (La Reine Margot)

### Miglior trucco
- Rick Baker, Ve Neill e Yolanda Toussieng - Ed Wood
- Daniel C. Striepeke, Hallie D'Amore e Judith A. Cory - Forrest Gump
- Daniel Parker, Paul Engelen e Carol Hemming - Frankenstein di Mary Shelley (Mary Shelley's Frankenstein)

### Migliori effetti speciali
- Ken Ralston, George Murphy, Stephen Rosenbaum e Allen Hall - Forrest Gump
- Scott Squires, Steve Williams, Tom Bertino e Jon Farhat - The Mask
- John Bruno, Thomas L. Fisher, Jacques Stroweis e Pat McClung - True Lies

### Miglior montaggio
- Arthur Schmidt - Forrest Gump
- Frederick Marx, Steve James e William Haugse - Hoop Dreams
- Sally Menke - Pulp Fiction
- Richard Francis-Bruce - Le ali della libertà (The Shawshank Redemption)
- John Wright - Speed

### Miglior sonoro
- Gregg Landaker, Steve Maslow, Bob Beemer e David MacMillan - Speed
- Robert J. Litt, Elliot Tyson, Michael Herbick e Willie Burton - Le ali della libertà (The Shawshank Redemption)
- Paul Massey, David Richard Campbell, Christopher David e Douglas Ganton - Vento di passioni (Legends of the Fall)
- Donald O. Mitchell, Michael Herbick, Frank A. Montano e Arthur Rochester - Sotto il segno del pericolo (Clear and Present Danger)
- Randy Thom, Tom Johnson, Dennis Dands e William B. Kaplan - Forrest Gump

### Miglior montaggio sonoro
- Stephen Hunter Flick - Speed
- Gloria S. Borders e Randy Thom - Forrest Gump
- Bruce Stambler e John Leveque - Sotto il segno del pericolo (Clear and Present Danger)

### Migliore colonna sonora
- Hans Zimmer - Il re leone (The Lion King)
- Elliot Goldenthal - Intervista con il vampiro (Interview with the Vampire)
- Thomas Newman - Piccole donne (Little Women)
- Thomas Newman - Le ali della libertà (The Shawshank Redemption)
- Alan Silvestri - Forrest Gump

### Miglior canzone
- "Can You Feel the Love Tonight", musica di Elton John e testo di Tim Rice - Il re leone (The Lion King)
- "Circle of Life", musica di Elton John e testo di Tim Rice - Il re leone (The Lion King)
- "Hakuna Matata", musica di Elton John e testo di Tim Rice - Il re leone (The Lion King)
- "Look What Love Has Done", musica e testo di Carol Bayer Sager, James Newton Howard, James Ingram e Patty Smyth - Junior
- "Make Up Your Mind", musica e testo di Randy Newman - Cronisti d'assalto (The Paper)

### Miglior documentario
- Maya Lin: A Strong Clear Vision, regia di Freida Lee Mock
- Complaints of a Dutiful Daughter, regia di Deborah Hoffmann
- D-Day Remembered, regia di Charles Guggenheim
- Freedom on My Mind, regia di Connie Field e Marilyn Mulford
- A Great Day in Harlem, regia di Jean Bach

### Miglior cortometraggio
- Franz Kafka's It's a Wonderful Life, regia di Peter Capaldi
- Trevor, regia di Peggy Rajski
- Kangaroo Court, regia di Sean Astin
- On Hope, regia di JoBeth Williams
- Syrup, regia di Paul Unwin

### Miglior cortometraggio documentario
- A Time for Justice, regia di Charles Guggenheim
- 89 mm from Europe, regia di Marcel Lozinski
- Blues Highway, regia di Bill Guttentag
- School of the Americas Assassins, regia di Robert Richter
- Straight from the Heart, regia di Dee Mosbacher e Frances Reid

### Miglior cortometraggio d'animazione
- Bob's Birthday, regia di David Fine e Alison Snowden
- The Big Story, regia di David Stoten e Tim Watts
- The Janitor, regia di Vanessa Schwartz
- Le moine et le poisson, regia di Michaël Dudok de Wit
- Triangle, regia di Erica Russell

## Premi speciali

### Premio alla carriera
- Michelangelo Antonioni in riconoscimento del suo posto come uno dei maestri dello stile visivo cinematografico.

### Premio alla memoria Irving G. Thalberg
- Clint Eastwood

### Premio umanitario Jean Hersholt
- Quincy Jones